# Aitze Bouma
Aitze Bouma (24 oktober 1955) is een Nederlands voormalig voetballer die als aanvaller speelde. Hij stond ondercontract bij AFC Ajax, Boom FC en FC Den Haag.

## Carrièrestatistieken
| Seizoen         | Club            | Land            | Competitie      | Competitie | Competitie | Beker | Beker | Internationaal | Internationaal | Overig | Overig | Totaal | Totaal |
| Seizoen         | Club            | Land            | Competitie      | Wed.       | Dlp.       | Wed.  | Dlp.  | Wed.           | Dlp.           | Wed.   | Dlp.   | Wed.   | Dlp.   |
| --------------- | --------------- | --------------- | --------------- | ---------- | ---------- | ----- | ----- | -------------- | -------------- | ------ | ------ | ------ | ------ |
| 1976/77         | AFC Ajax        | Nederland       | Eredivisie      | 2          | 0          | 0     | 0     | 0              | 0              | 0      | 0      | 2      | 0      |
| 1977/78         | AFC Ajax        | Nederland       | Eredivisie      | 8          | 1          | 3     | 0     | 1              | 0              | 0      | 0      | 12     | 1      |
| 1978/79         | Boom FC         | België          | Tweede klasse   | –          | –          | –     | 0     | 0              | 0              | 0      | 0      | 0      | 0      |
| 1979/80         | Boom FC         | België          | Tweede klasse   | –          | –          | –     | 0     | 0              | 0              | 0      | 0      | 0      | 0      |
| 1980/82         | FC Den Haag     | Nederland       | Eredivisie      | 37         | 3          | 1     | 0     | 0              | 0              | 0      | 0      | 38     | 3      |
| Carrière totaal | Carrière totaal | Carrière totaal | Carrière totaal | 47         | 4          | 4     | 0     | 1              | 0              | 0      | 0      | 52     | 4      |